# Yalnıztepe, Koyulhisar
Yalnıztepe là một xã thuộc huyện Koyulhisar, tỉnh Sivas, Thổ Nhĩ Kỳ. Dân số thời điểm năm 2011 là 213 người.